# Medaglie europee di tuffi
I titoli e le medaglie europee nella disciplina dei Tuffi sono state assegnate esclusivamente nell'ambito dei Campionati europei di nuoto dal 1926 al 2008. Dal 2009 è stata istituita dalla LEN una nuova manifestazione, i Campionati europei di tuffi, che si svolge negli anni dispari e assegna gli stessi titoli.
Quello che segue è l'elenco completo di tutte le medaglie europee.

## Medagliere complessivo
(aggiornato a Budapest 2020)
| Posizione | Paese            | Oro | Argento | Bronzo | Totale |
| --------- | ---------------- | --- | ------- | ------ | ------ |
| 1         | Russia           | 66  | 60      | 43     | 169    |
| 2         | Germania         | 64  | 67      | 54     | 185    |
| 3         | Italia           | 33  | 23      | 26     | 82     |
| 4         | Unione Sovietica | 28  | 26      | 24     | 78     |
| 5         | Ucraina          | 24  | 25      | 43     | 92     |
| 6         | Gran Bretagna    | 17  | 20      | 20     | 57     |
| 7         | Germania Est     | 11  | 14      | 13     | 38     |
| 8         | Francia          | 11  | 6       | 11     | 28     |
| 9         | Svezia           | 8   | 12      | 7      | 27     |
| 10        | Austria          | 4   | 6       | 5      | 15     |
| 11        | Germania Ovest   | 4   | 3       | 2      | 9      |
| 12        | Paesi Bassi      | 4   | 1       | 2      | 7      |
| 13        | Danimarca        | 2   | 2       | 5      | 9      |
| 14        | Finlandia        | 2   | 2       | 4      | 8      |
| 15        | Ungheria         | 1   | 5       | 8      | 14     |
| 16        | Spagna           | 1   | 4       | 5      | 10     |
| 17        | Cecoslovacchia   | 1   | 1       | 2      | 4      |
| 18        | Bulgaria         | 1   | 1       | 0      | 2      |
| 19        | Bielorussia      | 0   | 2       | 6      | 8      |
| 20        | Svizzera         | 0   | 2       | 0      | 2      |
| 21        | Polonia          | 0   | 0       | 1      | 1      |
| 21        | Armenia          | 0   | 0       | 1      | 1      |
| Totale    | Totale           | 268 | 268     | 268    | 804    |

## Medaglie maschili

### Trampolino da 1 metro
| Edizione       | Oro                                 | Argento                              | Bronzo                                  |
| -------------- | ----------------------------------- | ------------------------------------ | --------------------------------------- |
| Bonn 1989      | Edwin Jongejans ( Paesi Bassi)      | Valerij Stacenko ( Unione Sovietica) | Aleksandr Gladčenko ( Unione Sovietica) |
| Atene 1991     | Andrej Semenjuk ( Unione Sovietica) | Peter Böhler ( Germania)             | Edwin Jongejans ( Paesi Bassi)          |
| Sheffield 1993 | Peter Böhler ( Germania)            | Joakim Andersson ( Svezia)           | Borris Lietzow ( Germania)              |
| Vienna 1995    | Edwin Jongejans ( Paesi Bassi)      | Joakim Andersson ( Svezia)           | Borris Lietzow ( Germania)              |
| Siviglia 1997  | Andreas Wels ( Germania)            | Holger Schlepps ( Germania)          | Rafael Álvarez ( Spagna)                |
| Istanbul 1999  | José Miguel Gil ( Spagna)           | Andreas Wels ( Germania)             | Stefan Ahrens ( Germania)               |
| Helsinki 2000  | Alexander Mesch ( Germania)         | Dmitrij Baibakov ( Russia)           | Joona Puhakka ( Finlandia)              |
| Berlino 2002   | Nicola Marconi ( Italia)            | José Miguel Gil ( Spagna)            | Christian Löffler ( Germania)           |
| Madrid 2004    | Joona Puhakka ( Finlandia)          | Nicola Marconi ( Italia)             | Tobias Schellenberg ( Germania)         |
| Budapest 2006  | Joona Puhakka ( Finlandia)          | Aleksandr Dobroskok ( Russia)        | Cristopher Sacchin ( Italia)            |
| Eindhoven 2008 | Illja Kvaša ( Ucraina)              | Joona Puhakka ( Finlandia)           | Cristopher Sacchin ( Italia)            |
| Torino 2009    | Illja Kvaša ( Ucraina)              | Cristopher Sacchin ( Italia)         | Pavlo Rozenberg ( Germania)             |
| Budapest 2010  | Illja Kvaša ( Ucraina)              | Patrick Hausding ( Germania)         | Javier Illana ( Spagna)                 |
| Torino 2011    | Evgenij Kuznecov ( Russia)          | Illja Kvaša ( Ucraina)               | Matthieu Rosset ( Francia)              |
| Eindhoven 2012 | Illja Kvaša ( Ucraina)              | Evgenij Kuznecov ( Russia)           | Matthieu Rosset ( Francia)              |
| Rostock 2013   | Illja Kvaša ( Ucraina)              | Martin Wolfram ( Germania)           | Oliver Homuth ( Germania)               |
| Berlino 2014   | Patrick Hausding ( Germania)        | Evgenij Kuznecov ( Russia)           | Matthieu Rosset ( Francia)              |
| Rostock 2015   | Matthieu Rosset ( Francia)          | Evgenij Novoselov ( Russia)          | Oleg Kolodiy ( Ucraina)                 |
| Londra 2016    | Illja Kvaša ( Ucraina)              | Giovanni Tocci ( Italia)             | Constantin Blaha ( Austria)             |
| Kyiv 2017      | Illja Kvaša ( Ucraina)              | Patrick Hausding ( Germania)         | Matthieu Rosset ( Francia)              |
| Glasgow 2018   | Jack Laugher ( Gran Bretagna)       | Giovanni Tocci ( Italia)             | James Heatly ( Gran Bretagna)           |
| Kyiv 2019      | Patrick Hausding ( Germania)        | Oleg Kolodiy ( Ucraina)              | Lorenzo Marsaglia ( Italia)             |
| Budapest 2020  | Patrick Hausding ( Germania)        | Jack Laugher ( Gran Bretagna)        | Giovanni Tocci ( Italia)                |
| Roma 2022      | Jack Laugher ( Gran Bretagna)       | Lorenzo Marsaglia ( Italia)          | Giovanni Tocci ( Italia)                |
| Rzeszów 2023   | Ross Haslam ( Gran Bretagna)        | Alexis Jandard ( Francia)            | Lorenzo Marsaglia ( Italia)             |
| Belgrado 2024  | Andrzej Rzeszutek ( Polonia)        | Matteo Santoro ( Italia)             | Stefano Belotti ( Italia)               |
| Antalya 2025   | Moritz Wesemann ( Germania)         | Lorenzo Marsaglia ( Italia)          | Danylo Konovalov ( Ucraina)             |

- Atleta più premiato: Illja Kvaša ( Ucraina)
- Nazione più premiata:  Germania (7 , 6  e 7 )

### Trampolino da 3 metri
| Edizione         | Oro                                             | Argento                                 | Bronzo                                  |
| ---------------- | ----------------------------------------------- | --------------------------------------- | --------------------------------------- |
| Budapest 1926    | Arthur Mund ( Germania)                         | Josef Lechnir ( Germania)               | Július Balasz ( Cecoslovacchia)         |
| Bologna 1927     | Ewald Riebschläger ( Germania)                  | Edmund Lindmark ( Svezia)               | Luciano Cozzi (Italia)                  |
| Parigi 1931      | Ewald Riebschläger ( Germania)                  | Maurice Lepage ( Francia)               | Willi Neumann ( Germania)               |
| Magdeburgo 1934  | Leo Esser ( Francia)                            | Winfried Marauhn ( Germania)            | Franz Leikert ( Cecoslovacchia)         |
| Londra 1938      | Erhard Weiss ( Germania)                        | Fritz Haster ( Germania)                | Frederick Hodges ( Gran Bretagna)       |
| Monte Carlo 1947 | Roger Heinkele ( Francia)                       | Svante Johansson ( Svezia)              | László Hidvégi ( Ungheria)              |
| Vienna 1950      | Hans Aderhold ( Germania Ovest)                 | Guy Hernandez ( Francia)                | Werner Sobek ( Germania Ovest)          |
| Torino 1954      | Roman Brener ( Unione Sovietica)                | Gennadij Udalov ( Unione Sovietica)     | Christian Pire ( Francia)               |
| Budapest 1958    | László Ujvári ( Ungheria)                       | Horst Rosenfeld ( Germania Ovest)       | Roman Brener ( Unione Sovietica)        |
| Lipsia 1962      | Kurt Mrkwicka ( Austria)                        | Hans-Dieter Pophal ( Germania Est)      | Boris Poluljach ( Unione Sovietica)     |
| Utrecht 1966     | Michail Safonov ( Unione Sovietica)             | Tord Andersson ( Svezia)                | Giorgio Cagnotto ( Italia)              |
| Barcellona 1970  | Giorgio Cagnotto ( Italia)                      | Klaus Dibiasi ( Italia)                 | Vladimir Vasin ( Unione Sovietica)      |
| Vienna 1974      | Klaus Dibiasi ( Italia)                         | Giorgio Cagnotto ( Italia)              | Vjačeslav Strachov ( Unione Sovietica)  |
| Jönköping 1977   | Falk Hoffmann ( Germania Est)                   | Giorgio Cagnotto ( Italia)              | Aleksandr Kosenkov ( Unione Sovietica)  |
| Spalato 1981     | Aleksandr Stalievič Portnov ( Unione Sovietica) | Sergej Kuzmin ( Unione Sovietica)       | Niki Stajkovic ( Austria)               |
| Roma 1983        | Petar Georgiev ( Bulgaria)                      | Nikolaj Drošin ( Unione Sovietica)      | Chris Snode ( Gran Bretagna)            |
| Sofia 1985       | Nikolaj Drošin ( Unione Sovietica)              | Petar Georgiev ( Bulgaria)              | Dieter Dörr ( Germania Ovest)           |
| Strasburgo 1987  | Albin Killat ( Germania Ovest)                  | Niki Stajkovic ( Austria)               | Aleksandr Gladčenko ( Unione Sovietica) |
| Bonn 1989        | Albin Killat ( Germania Ovest)                  | Aleksandr Gladčenko ( Unione Sovietica) | Jan Hempel ( Germania Est)              |
| Atene 1991       | Albin Killat ( Germania)                        | Joakim Andersson ( Svezia)              | Davide Lorenzini ( Italia)              |
| Sheffield 1993   | Jan Hempel ( Germania)                          | Dmitrij Sautin ( Russia)                | Joakim Andersson ( Svezia)              |
| Vienna 1995      | Dmitrij Sautin ( Russia)                        | Jan Hempel ( Germania)                  | Roman Volodkov ( Ucraina)               |
| Siviglia 1997    | Dmitrij Sautin ( Russia)                        | Andreas Wels ( Germania)                | Stefan Ahrens ( Germania)               |
| Istanbul 1999    | Tony Ally ( Gran Bretagna)                      | Imre Lengyel ( Ungheria)                | Jukka Piekkanen ( Finlandia)            |
| Helsinki 2000    | Dmitrij Sautin ( Russia)                        | Stefan Ahrens ( Germania)               | Aleksandr Dobroskok ( Russia)           |
| Berlino 2002     | Dmitrij Sautin ( Russia)                        | Andreas Wels ( Germania)                | Vasilij Lisovskij ( Russia)             |
| Madrid 2004      | Andreas Wels ( Germania)                        | Joona Puhakka ( Finlandia)              | Vasilij Lisovskij ( Russia)             |
| Budapest 2006    | Dmitrij Sautin ( Russia)                        | Aleksandr Dobroskok ( Russia)           | Joona Puhakka ( Finlandia)              |
| Eindhoven 2008   | Dmitrij Sautin ( Russia)                        | Illja Kvaša ( Ucraina)                  | Joona Puhakka ( Finlandia)              |
| Torino 2009      | Aleksandr Dobroskok ( Russia)                   | Illja Kvaša ( Ucraina)                  | Michele Benedetti ( Italia)             |
| Budapest 2010    | Patrick Hausding ( Germania)                    | Il'ja Zacharov ( Russia)                | Evgenij Kuznecov ( Russia)              |
| Torino 2011      | Patrick Hausding ( Germania)                    | Il'ja Zacharov ( Russia)                | Evgenij Kuznecov ( Russia)              |
| Eindhoven 2012   | Matthieu Rosset ( Francia)                      | Patrick Hausding ( Germania)            | Il'ja Zacharov ( Russia)                |
| Rostock 2013     | Il'ja Zacharov ( Russia)                        | Evgenij Kuznecov ( Russia)              | Patrick Hausding ( Germania)            |
| Berlino 2014     | Patrick Hausding ( Germania)                    | Il'ja Zacharov ( Russia)                | Illja Kvaša ( Ucraina)                  |
| Rostock 2015     | Matthieu Rosset ( Francia)                      | Evgenij Kuznecov ( Russia)              | Il'ja Zacharov ( Russia)                |
| Londra 2016      | Evgenij Kuznecov ( Russia)                      | Jack Laugher ( Gran Bretagna)           | Illja Kvaša ( Ucraina)                  |
| Kyiv 2017        | Il'ja Zacharov ( Russia)                        | Illja Kvaša ( Ucraina)                  | Oleh Kolodij ( Ucraina)                 |
| Glasgow 2018     | Jack Laugher ( Gran Bretagna)                   | Il'ja Zacharov ( Russia)                | Evgenij Kuznecov ( Russia)              |
| Kyiv 2019        | Evgenij Kuznecov ( Russia)                      | Patrick Hausding ( Germania)            | James Heatly ( Gran Bretagna)           |
| Budapest 2020    | Evgenij Kuznecov ( Russia)                      | Nikita Šlejcher ( Russia)               | Martin Wolfram( Germania)               |
| Roma 2022        | Lorenzo Marsaglia ( Italia)                     | Jordan Houlden ( Gran Bretagna)         | Giovanni Tocci ( Italia)                |

- Atleta più premiato: Dmitrij Sautin ( Russia)
- Nazione più medagliata:  Russia (12 , 9  e 8 )

### Trampolino da 3 metri sincronizzati
| Edizione       | Oro                                            | Argento                                        | Bronzo                                         |
| -------------- | ---------------------------------------------- | ---------------------------------------------- | ---------------------------------------------- |
| Siviglia 1997  | Germania Alexander Mesch e Holger Schlepps     | Spagna José Luis Hidalgo e Rubén Santos        | Italia Nicola Marconi e Donald Miranda         |
| Istanbul 1999  | Italia Nicola Marconi e Donald Miranda         | Germania Alexander Mesch e Holger Schlepps     | Gran Bretagna Tony Ally e Mark Shipman         |
| Helsinki 2000  | Germania Tobias Schellenberg e Andreas Wels    | Russia Aleksandr Dobroskok e Dmitrij Sautin    | Spagna Rafael Álvarez e José Miguel Gil        |
| Berlino 2002   | Russia Dmitrij Baibakov e Dmitrij Sautin       | Germania Tobias Schellenberg e Andreas Wels    | Italia Nicola Marconi e Tommaso Marconi        |
| Madrid 2004    | Italia Nicola Marconi e Tommaso Marconi        | Russia Sergej Anikin e Vasilij Lisovskij       | Ucraina Dmitriy Lysenko e Yuriy Shlyakhov      |
| Budapest 2006  | Germania Tobias Schellenberg e Andreas Wels    | Russia Jurij Kunakov e Dmitrij Sautin          | Italia Nicola Marconi e Tommaso Marconi        |
| Eindhoven 2008 | Russia Jurij Kunakov e Dmitrij Sautin          | Germania Tobias Schellenberg e Andreas Wels    | Ucraina Dmitriy Lysenko e Anton Zacharov       |
| Torino 2009    | Ucraina Illja Kvaša e Oleksij Pryhorov         | Russia Il'ja Zacharov e Gleb Gal'perin         | Italia Tommaso Marconi e Nicola Marconi        |
| Budapest 2010  | Ucraina Illja Kvaša e Oleksij Pryhorov         | Germania Stephan Feck e Patrick Hausding       | Russia Dmitrij Sautin e Jurij Kunakov          |
| Torino 2011    | Russia Il'ja Zacharov e Evgenij Kuznecov       | Germania Stephan Feck e Patrick Hausding       | Francia Matthieu Rosset e Damien Cély          |
| Eindhoven 2012 | Russia Il'ja Zacharov e Evgenij Kuznecov       | Germania Stephan Feck e Patrick Hausding       | Ucraina Oleksij Pryhorov e Illja Kvaša         |
| Rostock 2013   | Russia Il'ja Zacharov e Evgenij Kuznecov       | Germania Stephan Feck e Patrick Hausding       | Ucraina Oleksandr Horškovozov e Oleg Kolodij   |
| Berlino 2014   | Russia Il'ja Zacharov e Evgenij Kuznecov       | Germania Stephan Feck e Patrick Hausding       | Ucraina Oleksandr Horškovozov e Illja Kvaša    |
| Rostock 2015   | Russia Il'ja Zacharov e Evgenij Kuznecov       | Ucraina Oleksandr Horškovozov e Illja Kvaša    | Germania Stephan Feck e Patrick Hausding       |
| Londra 2016    | Gran Bretagna Jack Laugher e Christopher Mears | Russia Il'ja Zacharov e Evgenij Kuznecov       | Ucraina Oleksandr Horškovozov e Illja Kvaša    |
| Kyiv 2017      | Russia Il'ja Zacharov e Evgenij Kuznecov       | Ucraina Oleh Kolodij e Illja Kvaša             | Gran Bretagna Freddie Woodward e James Heatly  |
| Glasgow 2018   | Russia Il'ja Zacharov e Evgenij Kuznecov       | Gran Bretagna Jack Laugher e Christopher Mears | Germania Lars Ruediger e Patrick Hausding      |
| Kyiv 2019      | Russia Evgenij Kuznecov e Nikita Šlejcher      | Germania Lars Ruediger e Patrick Hausding      | Gran Bretagna Anthony Harding e Jordan Houlden |
| Budapest 2020  | Germania Patrick Hausding e Lars Rüdiger       | Russia Evgenij Kuznecov e Nikita Šlejcher      | Ucraina Oleksandr Horškovozov e Oleh Kolodij   |
| Roma 2022      | Gran Bretagna Anthony Harding e Jack Laugher   | Italia Lorenzo Marsaglia e Giovanni Tocci      | Ucraina Oleksandr Horškovozov e Oleh Kolodij   |
| Rzeszów 2023   | Ucraina Oleh Kolodij e Danylo Konovalov        | Italia Lorenzo Marsaglia e Giovanni Tocci      | Francia Jules Bouyer e Alexis Jandard          |
| Belgrado 2024  | Francia Jules Bouyer e Alexis Jandard          | Spagna Juan Pablo Cortes e Nicolás García      | Polonia Kacper Lesiak e Andrzej Rzeszutek      |
| Antalya 2025   | Germania Timo Barthel e Moritz Wesemann        | Italia Lorenzo Marsaglia e Giovanni Tocci      | Gran Bretagna Leon Baker e Hugo Thomas         |

- Atleta più premiato: Evgenij Kuznecov ( Russia)
- Nazione più medagliata:  Russia (10 , 6  e 1 )

### Piattaforma da 10 metri
| Edizione         | Oro                                      | Argento                                  | Bronzo                                   |
| ---------------- | ---------------------------------------- | ---------------------------------------- | ---------------------------------------- |
| Budapest 1926    | Hans Luber ( Germania)                   | Helge Öberg ( Svezia)                    | Albert Knight ( Gran Bretagna)           |
| Bologna 1927     | Hans Luber ( Germania)                   | Ewald Riebschläger ( Germania)           | Ezio Selva (Italia)                      |
| Parigi 1931      | Sepp Staudinger ( Austria)               | Willi Neumann ( Germania)                | Ewald Riebschläger ( Germania)           |
| Magdeburgo 1934  | Hermann Stork ( Germania)                | Franz Leikert ( Cecoslovacchia)          | Ewald Riebschläger ( Germania)           |
| Londra 1938      | Erhard Weiss ( Germania)                 | Hans Kitzig ( Germania)                  | László Hidvégi ( Ungheria)               |
| Monte Carlo 1947 | Thomas Christiansen ( Danimarca)         | Lennart Brunnhage ( Svezia)              | Louis Marchant ( Gran Bretagna)          |
| Vienna 1950      | Günther Haase ( Germania Ovest)          | Werner Sobek ( Germania Ovest)           | Thomas Christiansen ( Danimarca)         |
| Torino 1954      | Roman Brener ( Unione Sovietica)         | Michail Čačba ( Unione Sovietica)        | Peter Heatly ( Gran Bretagna)            |
| Budapest 1958    | Brian Phelps ( Gran Bretagna)            | Michail Čačba ( Unione Sovietica)        | Jenő Marton ( Ungheria)                  |
| Lipsia 1962      | Brian Phelps ( Gran Bretagna)            | Rolf Sperling ( Germania Est)            | Gennadij Galkin ( Unione Sovietica)      |
| Utrecht 1966     | Klaus Dibiasi ( Italia)                  | Brian Phelps ( Gran Bretagna)            | Jerzy Kowalewski ( Polonia)              |
| Barcellona 1970  | Lothar Matthes ( Germania Est)           | Klaus Dibiasi ( Italia)                  | Giorgio Cagnotto ( Italia)               |
| Vienna 1974      | Klaus Dibiasi ( Italia)                  | Falk Hoffmann ( Germania Est)            | Aleksandr Gendrikson ( Unione Sovietica) |
| Jönköping 1977   | Uladzimir Alejnik ( Unione Sovietica)    | Davit' Hambarjowmyan ( Unione Sovietica) | Falk Hoffmann ( Germania Est)            |
| Spalato 1981     | Davit' Hambarjowmyan ( Unione Sovietica) | Uladzimir Alejnik ( Unione Sovietica)    | Dieter Waskow ( Germania Est)            |
| Roma 1983        | Davit' Hambarjowmyan ( Unione Sovietica) | Vjačeslav Trošin ( Unione Sovietica)     | Steffen Haage ( Germania Est)            |
| Sofia 1985       | Thomas Knuths ( Germania Est)            | Albin Killat ( Germania Ovest)           | Domenico Rinaldi ( Italia)               |
| Strasburgo 1987  | Giorgi Chogovadze ( Unione Sovietica)    | Jan Hempel ( Germania Est)               | Arsen Dzhavadian ( Unione Sovietica)     |
| Bonn 1989        | Giorgi Chogovadze ( Unione Sovietica)    | Jan Hempel ( Germania Est)               | Vladimir Timošinin ( Unione Sovietica)   |
| Atene 1991       | Vladimir Timošinin ( Unione Sovietica)   | Dmitrij Sautin ( Unione Sovietica)       | Bobby Morgan ( Gran Bretagna)            |
| Sheffield 1993   | Dmitrij Sautin ( Russia)                 | Bobby Morgan ( Gran Bretagna)            | Jan Hempel ( Germania)                   |
| Vienna 1995      | Vladimir Timošinin ( Russia)             | Jan Hempel ( Germania)                   | Dmitrij Sautin ( Russia)                 |
| Siviglia 1997    | Jan Hempel ( Germania)                   | Jaroslav Makohin ( Ucraina)              | Heiko Meyer ( Germania)                  |
| Istanbul 1999    | Dmitrij Sautin ( Russia)                 | Heiko Meyer ( Germania)                  | Roman Volodkov ( Ucraina)                |
| Helsinki 2000    | Dmitrij Sautin ( Russia)                 | Heiko Meyer ( Germania)                  | Igor' Lukašin ( Russia)                  |
| Berlino 2002     | Heiko Meyer ( Germania)                  | Imre Lengyel ( Ungheria)                 | Aljaksandr Varlamaŭ ( Bielorussia)       |
| Madrid 2004      | Anton Zacharov ( Ucraina)                | Heiko Meyer ( Germania)                  | Roman Volodkov ( Ucraina)                |
| Budapest 2006    | Gleb Gal'perin ( Russia)                 | Heiko Meyer ( Germania)                  | Kostjantyn Miljajev ( Ucraina)           |
| Eindhoven 2008   | Tom Daley ( Gran Bretagna)               | Sascha Klein ( Germania)                 | Francesco Dell'Uomo ( Italia)            |
| Torino 2009      | Aleksej Kravčenko ( Russia)              | Dmitrij Dobroskok ( Russia)              | Patrick Hausding ( Germania)             |
| Budapest 2010    | Sascha Klein ( Germania)                 | Patrick Hausding ( Germania)             | Vadzim Kaptur ( Bielorussia)             |
| Torino 2011      | Sascha Klein ( Germania)                 | Patrick Hausding ( Germania)             | Oleksandr Bondar ( Ucraina)              |
| Eindhoven 2012   | Tom Daley ( Gran Bretagna)               | Viktor Minibaev ( Russia)                | Gleb Gal'perin ( Russia)                 |
| Rostock 2013     | Oleksandr Bondar ( Ucraina)              | Patrick Hausding ( Germania)             | Viktor Minibaev ( Russia)                |
| Berlino 2014     | Viktor Minibaev ( Russia)                | Tom Daley ( Gran Bretagna)               | Sascha Klein ( Germania)                 |
| Rostock 2015     | Martin Wolfram ( Germania)               | Viktor Minibaev ( Russia)                | Vadzim Kaptur ( Bielorussia)             |
| Londra 2016      | Tom Daley ( Gran Bretagna)               | Viktor Minibaev ( Russia)                | Nikita Šlejcher ( Russia)                |
| Kyiv 2017        | Benjamin Auffret ( Francia)              | Viktor Minibaev ( Russia)                | Matthew Lee ( Gran Bretagna)             |
| Londra 2018      | Oleksandr Bondar ( Russia)               | Nikita Šlejcher ( Russia)                | Benjamin Auffret ( Francia)              |
| Kyiv 2019        | Oleksii Sereda ( Ucraina)                | Benjamin Auffret ( Francia)              | Ruslan Ternovoj ( Russia)                |
| Budapest 2020    | Aleksandr Bondar ( Russia)               | Tom Daley ( Gran Bretagna)               | Viktor Minibaev ( Russia)                |
| Roma 2022        | Oleksij Sereda ( Ucraina)                | Noah Williams ( Gran Bretagna)           | Ben Cutmore ( Gran Bretagna)             |

- Atleta più premiato: Dmitrij Sautin ( Russia)
- Nazione più medagliata:  Germania (9 , 12  e 6 )

### Piattaforma da 10 metri sincronizzati
| Edizione       | Oro                                           | Argento                                          | Bronzo                                            |
| -------------- | --------------------------------------------- | ------------------------------------------------ | ------------------------------------------------- |
| Siviglia 1997  | Germania Jan Hempel e Michael Kühne           | Russia Igor' Lukašin e Aljaksandr Varlamaŭ       | Francia Gilles Emptoz-Lacote e Frédéric Pierre    |
| Istanbul 1999  | Germania Jan Hempel e Heiko Meyer             | Russia Igor' Lukašin e Vladimir Timošinin        | Gran Bretagna Leon Taylor e Pete Waterfield       |
| Helsinki 2000  | Russia Igor' Lukašin e Dmitrij Sautin         | Ucraina Aleksandr Skripnik e Roman Volodkov      | Gran Bretagna Leon Taylor e Pete Waterfield       |
| Berlino 2002   | Ucraina Roman Volodkov e Anton Zacharov       | Ungheria András Hajnal e Imre Lengyel            | Bielorussia Andrėj Mamontov e Aljaksandr Varlamaŭ |
| Madrid 2004    | Ucraina Roman Volodkov e Anton Zacharov       | Germania Tony Adam e Heiko Meyer                 | Russia Konstantin Chanbekov e Oleg Vikulov        |
| Budapest 2006  | Russia Dmitrij Dobroskok e Gleb Gal'perin     | Germania Sascha Klein e Heiko Meyer              | Italia Michele Benedetti e Francesco Dell'Uomo    |
| Eindhoven 2008 | Germania Sascha Klein e Patrick Hausding      | Bielorussia Vadzim Kaptur e Aljaksandr Varlamaŭ  | Russia Konstantin Chanbekov e Oleg Vikulov        |
| Torino 2009    | Germania Sascha Klein e Patrick Hausding      | Russia Oleg Vikulov e Aleksej Kravčenko          | Ucraina Oleksandr Bondar e Oleksandr Horškovozov  |
| Budapest 2010  | Germania Sascha Klein e Patrick Hausding      | Russia Viktor Minibaev e Il'ja Zacharov          | Bielorussia Cimafej Hardzejčyk e Vadzim Kaptur    |
| Torino 2011    | Germania Sascha Klein e Patrick Hausding      | Ucraina Oleksandr Bondar e Oleksandr Horškovozov | Russia Viktor Minibaev e Il'ja Zacharov           |
| Eindhoven 2012 | Germania Sascha Klein e Patrick Hausding      | Russia Viktor Minibaev e Il'ja Zacharov          | Ucraina Oleksandr Bondar e Oleksandr Horškovozov  |
| Rostock 2013   | Germania Sascha Klein e Patrick Hausding      | Russia Viktor Minibaev e Artëm Česakov           | Ucraina Oleksandr Horškovozov e Dmytro Mežens'kyj |
| Berlino 2014   | Germania Sascha Klein e Patrick Hausding      | Bielorussia Vadzim Kaptur e Jaŭhen Karalëŭ       | Ucraina Oleksandr Bondar e Maksym Dolhov          |
| Rostock 2015   | Germania Sascha Klein e Patrick Hausding      | Russia Viktor Minibaev e Roman Izmajlov          | Ucraina Maksym Dolhov e Oleksandr Horškovozov     |
| Londra 2016    | Germania Sascha Klein e Patrick Hausding      | Gran Bretagna Thomas Daley e Daniel Goodfellow   | Ucraina Oleksandr Horškovozov e Maksym Dolhov     |
| Kyiv 2017      | Ucraina Oleksandr Horškovozov e Maksym Dolhov | Russia Aleksandr Belevcev e Nikita Šlejcher      | Gran Bretagna Matthew Dixon e Noah Williams       |
| Glasgow 2018   | Russia Aleksandr Bondar e Viktor Minibaev     | Gran Bretagna Matthew Dixon e Noah Williams      | Armenia Vladimir Harutyunyan e Lev Sargsyan       |
| Kyiv 2019      | Russia Nikita Šlejcher e Aleksandr Belevcev   | Ucraina Oleg Serbin e Oleksii Sereda             | Gran Bretagna Matthew Dixon e Noah Williams       |
| Budapest 2020  | Gran Bretagna Tom Daley e Matty Lee           | Russia Aleksandr Bondar e Viktor Minibaev        | Germania Timo Barthel e Patrick Hausding          |
| Roma 2022      | Gran Bretagna Ben Cutmore e Kyle Kothari      | Ucraina Kirill Boliukh e Oleksij Sereda          | Germania Timo Barthel e Jaden Eikermann           |

- Atleta più premiato: Sascha Klein ( Germania)
- Nazione più medagliata:  Germania (11 , 2  e 2 )

## Medaglie femminili

### Trampolino da 1 metro
| Edizione       | Oro                             | Argento                         | Bronzo                             |
| -------------- | ------------------------------- | ------------------------------- | ---------------------------------- |
| Bonn 1989      | Irina Laško ( Unione Sovietica) | Brita Baldus ( Germania Est)    | Marina Babkova ( Unione Sovietica) |
| Atene 1991     | Brita Baldus ( Germania)        | Irina Laško ( Unione Sovietica) | Conny Schmalfuss ( Germania)       |
| Sheffield 1993 | Simona Koch ( Germania)         | Irina Laško ( Russia)           | Vera Il'ina ( Russia)              |
| Vienna 1995    | Vera Il'ina ( Russia)           | Dörte Lindner ( Germania)       | Svetlana Alekseeva ( Bielorussia)  |
| Siviglia 1997  | Vera Il'ina ( Russia)           | Irina Laško ( Russia)           | Dörte Lindner ( Germania)          |
| Istanbul 1999  | Vera Il'ina ( Russia)           | Irina Laško ( Russia)           | Conny Schmalfuss ( Germania)       |
| Helsinki 2000  | Vera Il'ina ( Russia)           | Heike Fischer ( Germania)       | Natal'ja Umyskova ( Russia)        |
| Berlino 2002   | Heike Fischer ( Germania)       | Vera Il'ina ( Russia)           | Natal'ja Umyskova ( Russia)        |
| Madrid 2004    | Heike Fischer ( Germania)       | Natal'ja Umyskova ( Russia)     | Tania Cagnotto ( Italia)           |
| Budapest 2006  | Anna Lindberg ( Svezia)         | Ditte Kotzian ( Germania)       | Maria Marconi ( Italia)            |
| Eindhoven 2008 | Anna Lindberg ( Svezia)         | Nóra Barta ( Ungheria)          | Katja Dieckow ( Germania)          |
| Torino 2009    | Tania Cagnotto ( Italia)        | Maria Marconi ( Italia)         | Katja Dieckow ( Germania)          |
| Budapest 2010  | Tania Cagnotto ( Italia)        | Anna Lindberg ( Svezia)         | Anastasija Pozdnjakova ( Russia)   |
| Torino 2011    | Tania Cagnotto ( Italia)        | Nadežda Bažina ( Russia)        | Anna Lindberg ( Svezia)            |
| Eindhoven 2012 | Anna Lindberg ( Svezia)         | Tania Cagnotto ( Italia)        | Nadežda Bažina ( Russia)           |
| Rostock 2013   | Tania Cagnotto ( Italia)        | Nadežda Bažina ( Russia)        | Marija Poljakova ( Russia)         |
| Berlino 2014   | Tania Cagnotto ( Italia)        | Kristina Ilinych ( Russia)      | Tina Punzel ( Germania)            |
| Rostock 2015   | Tania Cagnotto ( Italia)        | Nadežda Bažina ( Russia)        | Olena Fedorova ( Ucraina)          |
| Londra 2016    | Tania Cagnotto ( Italia)        | Elena Bertocchi ( Italia)       | Nadežda Bažina ( Russia)           |
| Kyiv 2017      | Elena Bertocchi ( Italia)       | Nadežda Bažina ( Russia)        | Louisa Stawczynski ( Germania)     |
| Glasgow 2018   | Marija Poljakova ( Russia)      | Nadežda Bažina ( Russia)        | Elena Bertocchi ( Italia)          |
| Kyiv 2019      | Vitalija Korolëva ( Russia)     | Olena Fedorova ( Ucraina)       | Kristina Il'inych ( Russia)        |
| Budapest 2020  | Elena Bertocchi ( Italia)       | Michelle Heimberg ( Svizzera)   | Chiara Pellacani ( Italia)         |
| Roma 2022      | Elena Bertocchi ( Italia)       | Emma Gullstrand ( Svezia)       | Chiara Pellacani ( Italia)         |
| Rzeszów 2023   | Michelle Heimberg ( Svizzera)   | Emilia Nilsson Garip ( Svezia)  | Grace Reid ( Gran Bretagna)        |
| Belgrado 2024  | Elna Widerström ( Svezia)       | Aleksandra Błażowska ( Polonia) | Emilia Nilsson Garip ( Svezia)     |
| Antalya 2025   | Chiara Pellacani ( Italia)      | Elna Widerström ( Svezia)       | Michelle Heimberg ( Svizzera)      |

- Atleta più premiata: Tania Cagnotto ( Italia)
- Nazione più premiata:  Italia (11 , 3  e 5 )

### Trampolino da 3 metri
| Edizione         | Oro                                      | Argento                              | Bronzo                                  |
| ---------------- | ---------------------------------------- | ------------------------------------ | --------------------------------------- |
| Bologna 1927     | Klara Bornett ( Austria)                 | Lini Söhnchen ( Germania)            | Hanni Rehborn ( Germania)               |
| Parigi 1931      | Olga Jordan ( Germania)                  | Madi Epply ( Austria)                | Schlüter ( Germania)                    |
| Magdeburgo 1934  | Olga Jordan ( Germania)                  | Katinka Larsen ( Gran Bretagna)      | Anneliese Kapp ( Germania)              |
| Londra 1938      | Betty Slade ( Gran Bretagna)             | Gerda Daumerlang ( Germania)         | Edna Child ( Gran Bretagna)             |
| Monte Carlo 1947 | Madeleine Moreau ( Francia)              | Alma Staudinger ( Austria)           | Jeannette Aubert-Pinel ( Francia)       |
| Vienna 1950      | Madeleine Moreau ( Francia)              | Nicole Pellissard ( Francia)         | Birte Christoffersen ( Danimarca)       |
| Torino 1954      | Valentina Chumicheva ( Unione Sovietica) | Birte Christoffersen ( Danimarca)    | Lyubov Shigalova ( Unione Sovietica)    |
| Budapest 1958    | Ninel' Krutova ( Unione Sovietica)       | Charmian Welsh ( Gran Bretagna)      | Valentina Zhedova ( Unione Sovietica)   |
| Lipsia 1962      | Ingrid Krämer ( Germania Est)            | Christiane Lanzke ( Germania Est)    | Natal'ja Kuznecova ( Unione Sovietica)  |
| Utrecht 1966     | Vera Baklanova ( Unione Sovietica)       | Delia Reinhard ( Germania Est)       | Tamara Fyedosova ( Unione Sovietica)    |
| Barcellona 1970  | Heidi Becker ( Germania Est)             | Marina Janicke ( Germania Est)       | Tamara Fyedosova ( Unione Sovietica)    |
| Vienna 1974      | Ulrika Knape ( Svezia)                   | Irina Kalinina ( Unione Sovietica)   | Tamara Fyedosova ( Unione Sovietica)    |
| Jönköping 1977   | Christa Köhler ( Germania Est)           | Beate Rothe ( Germania Est)          | Irina Kalinina ( Unione Sovietica)      |
| Spalato 1981     | Žanna Cirulnikova ( Unione Sovietica)    | Martina Jäschke ( Germania Est)      | Irina Kalinina ( Unione Sovietica)      |
| Roma 1983        | Brita Baldus ( Germania Est)             | Tatyana Alyabeva ( Unione Sovietica) | Daphne Jongejans ( Paesi Bassi)         |
| Sofia 1985       | Žanna Cirulnikova ( Unione Sovietica)    | Irina Sidorova ( Unione Sovietica)   | Brita Baldus ( Germania Est)            |
| Strasburgo 1987  | Daphne Jongejans ( Paesi Bassi)          | Marina Babkova ( Unione Sovietica)   | Brita Baldus ( Germania Est)            |
| Bonn 1989        | Marina Babkova ( Unione Sovietica)       | Brita Baldus ( Germania Est)         | Svetlana Alekseyeva ( Unione Sovietica) |
| Atene 1991       | Irina Laško ( Unione Sovietica)          | Vera Il'ina ( Unione Sovietica)      | Brita Baldus ( Germania)                |
| Sheffield 1993   | Brita Baldus ( Germania)                 | Vera Il'ina ( Russia)                | Simona Koch ( Germania)                 |
| Vienna 1995      | Vera Il'ina ( Russia)                    | Julija Pachalina ( Russia)           | Claudia Bockner ( Germania)             |
| Siviglia 1997    | Julija Pachalina ( Russia)               | Vera Il'ina ( Russia)                | Anna Lindberg ( Svezia)                 |
| Istanbul 1999    | Vera Il'ina ( Russia)                    | Irina Laško ( Russia)                | Conny Schmalfuss ( Germania)            |
| Helsinki 2000    | Julija Pachalina ( Russia)               | Dörte Lindner ( Germania)            | Anna Lindberg ( Svezia)                 |
| Berlino 2002     | Julija Pachalina ( Russia)               | Ditte Kotzian ( Germania)            | Conny Schmalfuss ( Germania)            |
| Madrid 2004      | Julija Pachalina ( Russia)               | Vera Il'ina ( Russia)                | Olena Fedorova ( Ucraina)               |
| Budapest 2006    | Anna Lindberg ( Svezia)                  | Ditte Kotzian ( Germania)            | Nóra Barta ( Ungheria)                  |
| Eindhoven 2008   | Julija Pachalina ( Russia)               | Katja Dieckow ( Germania)            | Olena Fedorova ( Ucraina)               |
| Torino 2009      | Tania Cagnotto ( Italia)                 | Olena Fedorova ( Ucraina)            | Katja Dieckow ( Germania)               |
| Budapest 2010    | Nadežda Bažina ( Russia)                 | Anastasija Pozdnjakova ( Russia)     | Nóra Barta ( Ungheria)                  |
| Torino 2011      | Anna Lindberg ( Svezia)                  | Nadežda Bažina ( Russia)             | Tania Cagnotto ( Italia)                |
| Eindhoven 2012   | Anna Lindberg ( Svezia)                  | Uschi Freitag ( Germania)            | Olena Fedorova ( Ucraina)               |
| Rostock 2013     | Tina Punzel ( Germania)                  | Tania Cagnotto ( Italia)             | Nadežda Bažina ( Russia)                |
| Berlino 2014     | Nadežda Bažina ( Russia)                 | Tania Cagnotto ( Italia)             | Nora Subschinski ( Germania)            |
| Rostock 2015     | Tania Cagnotto ( Italia)                 | Kristina Il'inych ( Russia)          | Tina Punzel ( Germania)                 |
| Londra 2016      | Tania Cagnotto ( Italia)                 | Uschi Freitag ( Paesi Bassi)         | Grace Reid ( Gran Bretagna)             |
| Kyiv 2017        | Anna Pysmenska ( Ucraina)                | Michelle Heimberg ( Svizzera)        | Anastasiia Nedobiga ( Ucraina)          |
| Londra 2018      | Grace Reid ( Gran Bretagna)              | Alicia Blagg ( Gran Bretagna)        | Tina Punzel ( Germania)                 |
| Kyiv 2019        | Inge Jansen ( Paesi Bassi)               | Kristina Il'inych ( Russia)          | Tina Punzel ( Germania)                 |
| Budapest 2020    | Tina Punzel ( Germania)                  | Chiara Pellacani ( Italia)           | Emma Gullstrand ( Svezia)               |
| Roma 2022        | Chiara Pellacani ( Italia)               | Michelle Heimberg ( Svizzera)        | Yasmin Harper ( Gran Bretagna)          |

- Atleta più premiata: Julija Pachalina ( Russia)
- Nazione più medagliata:  Russia (9 , 9 , 1 )

### Trampolino da 3 metri sincronizzati
| Edizione       | Oro                                              | Argento                                         | Bronzo                                             |
| -------------- | ------------------------------------------------ | ----------------------------------------------- | -------------------------------------------------- |
| Siviglia 1997  | Germania Claudia Bockner e Conny Schmalfuss      | Russia Irina Laško e Julija Pachalina           | Spagna Julia Cruz e Dolores Sáez                   |
| Istanbul 1999  | Ucraina Hanna Sorokina e Olena Župina            | Germania Simona Koch e Conny Schmalfuss         | Francia Odile Arboles-Souchon e Julie Danaux       |
| Helsinki 2000  | Russia Vera Il'ina e Julija Pachalina            | Germania Dörte Lindner e Conny Schmalfuss       | Ucraina Hanna Sorokina e Olena Župina              |
| Berlino 2002   | Germania Ditte Kotzian e Conny Schmalfuss        | Russia Vera Il'ina e Julija Pachalina           | Italia Tania Cagnotto e Maria Marconi              |
| Madrid 2004    | Russia Vera Il'ina e Julija Pachalina            | Germania Ditte Kotzian e Conny Schmalfuss       | Ucraina Olena Fedorova e Kristina Iščenko          |
| Budapest 2006  | Russia Natal'ja Umyskova e Nadežda Bažina        | Germania Heike Fischer e Ditte Kotzian          | Ucraina Olena Fedorova e Kristina Iščenko          |
| Eindhoven 2008 | Russia Julija Pachalina e Anastasija Pozdnjakova | Germania Heike Fischer e Ditte Kotzian          | Ucraina Olena Fedorova e Alevtina Korolyova        |
| Torino 2009    | Italia Tania Cagnotto e Francesca Dallapé        | Germania Katja Dieckow e Nora Subschinski       | Ucraina Olena Fedorova e Alevtina Korolyova        |
| Budapest 2010  | Italia Tania Cagnotto e Francesca Dallapé        | Ucraina Olena Fedorova e Anna Pysmenska         | Russia Svetlana Filippova e Anastasija Pozdnjakova |
| Torino 2011    | Italia Tania Cagnotto e Francesca Dallapé        | Russia Svetlana Filippova e Nadežda Bažina      | Germania Katja Dieckow e Uschi Freitag             |
| Eindhoven 2012 | Italia Tania Cagnotto e Francesca Dallapé        | Ucraina Anna Pysmenska e Olena Fedorova         | Germania Katja Dieckow e Uschi Freitag             |
| Rostock 2013   | Italia Tania Cagnotto e Francesca Dallapé        | Ucraina Anna Pysmenska e Olena Fedorova         | Gran Bretagna Rebecca Gallantree e Alicia Blagg    |
| Berlino 2014   | Italia Tania Cagnotto e Francesca Dallapé        | Germania Tina Punzel e Nora Subschinski         | Ucraina Anna Pysmenska e Olena Fedorova            |
| Rostock 2015   | Italia Tania Cagnotto e Francesca Dallapé        | Germania Tina Punzel e Nora Subschinski         | Russia Kristina Il'inych e Nadežda Bažina          |
| Londra 2016    | Italia Tania Cagnotto e Francesca Dallapé        | Gran Bretagna Rebecca Gallantree e Alicia Blagg | Russia Kristina Il'inych e Nadežda Bažina          |
| Kyiv 2017      | Russia Kristina Il'inych e Nadežda Bažina        | Germania Tina Punzel e Friedericke Freyer       | Paesi Bassi Inge Jansen e Daphne Wils              |
| Londra 2018    | Italia Elena Bertocchi e Chiara Pellacani        | Germania Tina Punzel e Lena Hentschel           | Russia Kristina Il'inych e Nadežda Bažina          |
| Kyiv 2019      | Russia Ul'jana Kljueva e Vitalija Korolëva       | Germania Tina Punzel e Lena Hentschel           | Ucraina Viktoriya Kesar e Hanna Pys'mens'ka        |
| Budapest 2020  | Germania Tina Punzel e Lena Hentschel            | Italia Elena Bertocchi e Chiara Pellacani       | Russia Uliana Kliueva e Vitaliia Koroleva          |
| Roma 2022      | Germania Tina Punzel e Lena Hentschel            | Italia Elena Bertocchi e Chiara Pellacani       | Svezia Emilia Garip Nilsson e Elna Widerstrom      |

- Atleta più premiata: Tania Cagnotto ( Italia)
- Nazione più medagliata:  Italia (9 , 2  e 1 )

### Piattaforma da 10 metri
| Edizione         | Oro                                        | Argento                                  | Bronzo                                     |
| ---------------- | ------------------------------------------ | ---------------------------------------- | ------------------------------------------ |
| Bologna 1927     | Belle White ( Gran Bretagna)               | Irène Savollon ( Francia)                | Eva Olliwier ( Svezia)                     |
| Parigi 1931      | Madi Epply ( Austria)                      | Ingeborg Sjöqvist ( Svezia)              | R. Cretté-Flavier ( Francia)               |
| Magdeburgo 1934  | Hertha Schieche ( Germania)                | Ingeborg Sjöqvist ( Svezia)              | Inger Kragh ( Danimarca)                   |
| Londra 1938      | Inge Beeken ( Danimarca)                   | Ann-Margret Nirling ( Svezia)            | Suse Heinze ( Germania)                    |
| Monte Carlo 1947 | Nicole Pellissard ( Francia)               | Eileen Szagot ( Ungheria)                | Alma Staudinger ( Austria)                 |
| Vienna 1950      | Nicole Pellissard ( Francia)               | Alma Staudinger ( Austria)               | Birte Christoffersen ( Danimarca)          |
| Torino 1954      | Tatyana Karakashyants ( Unione Sovietica)  | Birte Christoffersen ( Svezia)           | Eva Pfarrhofer ( Austria)                  |
| Budapest 1958    | Alda Karaskaité ( Unione Sovietica)        | Raisa Gorokhovskaya ( Unione Sovietica)  | Birte Christoffersen ( Danimarca)          |
| Lipsia 1962      | Ingrid Krämer ( Germania Est)              | Ninel' Krutova ( Unione Sovietica)       | Gabriele Schöpe ( Germania Est)            |
| Utrecht 1966     | Natal'ja Kuznecova ( Unione Sovietica)     | Ingeborg Pertmayr ( Austria)             | Gabriele Schöpe ( Germania Est)            |
| Barcellona 1970  | Milena Duchková ( Cecoslovacchia)          | Marina Janicke ( Germania Est)           | Sylvia Fiedler ( Germania Est)             |
| Vienna 1974      | Ulrika Knape ( Svezia)                     | Irina Kalinina ( Unione Sovietica)       | Elena Vajcechovskaja ( Unione Sovietica)   |
| Jönköping 1977   | Margit Schöpke ( Germania Est)             | Elena Vajcechovskaja ( Unione Sovietica) | Irina Kalinina ( Unione Sovietica)         |
| Spalato 1981     | Katarina Zipperling ( Germania Est)        | Tatyana Belyakova ( Unione Sovietica)    | Martina Jäschke ( Germania Est)            |
| Roma 1983        | Alla Lobankina ( Unione Sovietica)         | Anzhela Stasyulevich ( Unione Sovietica) | Ramona Wenzel ( Germania Est)              |
| Sofia 1985       | Anzhela Stasyulevich ( Unione Sovietica)   | Ramona Wenzel ( Germania Est)            | Alla Lobankina ( Unione Sovietica)         |
| Strasburgo 1987  | Elena Mirošina ( Unione Sovietica)         | Anzhela Stasyulevich ( Unione Sovietica) | Silke Abicht ( Germania Est)               |
| Bonn 1989        | Ute Wetzig ( Germania Est)                 | Inga Afonina ( Unione Sovietica)         | Jana Eichler ( Germania Est)               |
| Atene 1991       | Elena Mirošina ( Unione Sovietica)         | Inga Afonina ( Unione Sovietica)         | Ute Wetzig ( Germania)                     |
| Sheffield 1993   | Svetlana Chochlova ( Unione Sovietica)     | Ute Wetzig ( Germania)                   | Olena Župina ( Ucraina)                    |
| Vienna 1995      | Ute Wetzig ( Germania)                     | Conny Schmalfuss ( Germania)             | Svetlana Timošinina ( Russia)              |
| Siviglia 1997    | Olga Kristoforova ( Russia)                | Annika Walter ( Germania)                | Svetlana Serbina ( Ucraina)                |
| Istanbul 1999    | Olena Župina ( Ucraina)                    | Dolores Sáez ( Spagna)                   | Svetlana Timošinina ( Russia)              |
| Helsinki 2000    | Svetlana Timošinina ( Russia)              | Ute Wetzig ( Germania)                   | Olena Župina ( Ucraina)                    |
| Berlino 2002     | Anke Piper ( Germania)                     | Tania Cagnotto ( Italia)                 | Olga Leonova ( Ucraina)                    |
| Madrid 2004      | Tania Cagnotto ( Italia)                   | Olena Župina ( Ucraina)                  | Valentina Marocchi ( Italia)               |
| Budapest 2006    | Julija Prokopčuk ( Ucraina)                | Anja Richter ( Austria)                  | Christin Steuer ( Germania)                |
| Eindhoven 2008   | Tania Cagnotto ( Italia)                   | Julija Prokopčuk ( Ucraina)              | Elina Eggers ( Svezia)                     |
| Torino 2009      | Julija Koltunova ( Russia)                 | Nora Subschinski ( Germania)             | Brooke Gaddon ( Gran Bretagna)             |
| Budapest 2010    | Christin Steuer ( Germania)                | Noemi Batki ( Italia)                    | Julija Koltunova ( Russia)                 |
| Torino 2011      | Noemi Batki ( Italia)                      | Julija Koltunova ( Russia)               | Maria Kurjo ( Germania)                    |
| Eindhoven 2012   | Julija Prokopčuk ( Ucraina)                | Noemi Batki ( Italia)                    | Maria Kurjo ( Germania)                    |
| Rostock 2013     | Julija Prokopčuk ( Ucraina)                | Julija Koltunova ( Russia)               | Maria Kurjo ( Germania)                    |
| Berlino 2014     | Sarah Barrow ( Gran Bretagna)              | Noemi Batki ( Italia)                    | Julija Prokopčuk ( Ucraina)                |
| Rostock 2015     | Julija Prokopčuk ( Ucraina)                | Laura Marino ( Francia)                  | Noemi Batki ( Italia)                      |
| Londra 2016      | Julija Prokopčuk ( Ucraina)                | Tonia Couch ( Gran Bretagna)             | Georgia Ward ( Gran Bretagna)              |
| Kyiv 2017        | Lois Toulson ( Gran Bretagna)              | Anna Chuinyshena ( Russia)               | Iuliia Timoshinina ( Russia)               |
| Glasgow 2018     | Celine van Duijn ( Paesi Bassi)            | Noemi Batki ( Italia)                    | Maria Kurjo ( Germania)                    |
| Kyiv 2019        | Sofija Lyskun ( Ucraina)                   | Celine van Duijn ( Paesi Bassi)          | Iuliia Timoshinina ( Russia)               |
| Budapest 2020    | Anna Konanykhina ( Russia)                 | Julija Timošinina ( Russia)              | Andrea Spendolini-Sirieix ( Gran Bretagna) |
| Roma 2022        | Andrea Spendolini-Sirieix ( Gran Bretagna) | Sofiia Lyskun ( Ucraina)                 | Christina Wassen ( Germania)               |
| Rzeszów 2023     | Eden Cheng ( Gran Bretagna)                | Christina Wassen ( Germania)             | Sarah Jodoin Di Maria ( Italia)            |
| Belgrado 2024    | Ana Carvajal ( Spagna)                     | Emily Halifax Sofija Lyskun              |                                            |
| Antalya 2025     | Sarah Jodoin Di Maria ( Italia)            | Pauline Pfeif ( Germania)                | Else Praasterink ( Paesi Bassi)            |

- Atleta più premiata: Julija Prokopčuk ( Ucraina)
- Nazione più medagliata:  Unione Sovietica (8  9  e 3 )

### Piattaforma da 10 metri sincronizzati
| Edizione       | Oro                                                    | Argento                                           | Bronzo                                            |
| -------------- | ------------------------------------------------------ | ------------------------------------------------- | ------------------------------------------------- |
| Siviglia 1997  | Germania Anke Piper e Ute Wetzig                       | Francia Odile Arboles-Souchon e Julie Danaux      | Austria Marion Reiff e Anja Richter               |
| Istanbul 1999  | Russia Evgenija Ol'ševskaja e Svetlana Timošinina      | Germania Anke Piper e Ute Wetzig                  | Francia Odile Arboles-Souchon e Julie Danaux      |
| Helsinki 2000  | Germania Anke Piper e Ute Wetzig                       | Russia Evgenija Ol'ševskaja e Svetlana Timošinina | Ucraina Olga Leonova e Olena Župina               |
| Berlino 2002   | Germania Annett Gamm e Ditte Kotzian                   | Ucraina Olga Leonova e Olena Župina               | Russia Evgenija Ol'ševskaja e Svetlana Timošinina |
| Madrid 2004    | Germania Annett Gamm e Nora Subschinski                | Spagna Dolores Sáez e Leire Santos                | Italia Valentina Marocchi e Brenda Spaziani       |
| Budapest 2006  | Germania Annett Gamm e Nora Subschinski                | Russia Natal'ja Gončarova e Julija Koltunova      | Ucraina Julija Prokopčuk e Kateryna Žuk           |
| Eindhoven 2008 | Germania Annett Gamm e Nora Subschinski                | Ucraina Julija Prokopčuk e Alina Chaplenko        | Italia Tania Cagnotto e Noemi Batki               |
| Torino 2009    | Russia Natal'ja Gončarova e Julija Koltunova           | Germania Nora Subschinski e Josephine Möller      | Gran Bretagna Helen Galashan e Carol Galashan     |
| Budapest 2010  | Germania Christin Steuer e Nora Subschinski            | Ucraina Julija Prokopčuk e Alina Chaplenko        | Gran Bretagna Monique Gladding e Megan Sylvester  |
| Torino 2011    | Russia Darja Govor e Julija Koltunova                  | Germania Christin Steuer e Nora Subschinski       | Ucraina Julija Prokopčuk e Alina Chaplenko        |
| Eindhoven 2012 | Gran Bretagna Tonia Couch e Sarah Barrow               | Ucraina Julija Prokopčuk e Viktoriya Potyekhina   | Germania Christin Steuer e Nora Subschinski       |
| Rostock 2013   | Russia Julija Koltunova e Natal'ja Gončarova           | Gran Bretagna Tonia Couch e Sarah Barrow          | Germania Maria Kurjo e Julia Stolle               |
| Berlino 2014   | Russia Ekaterina Petukhova e Julija Timošinina         | Germania Maria Kurjo e My Phan                    | Ungheria Villő Kormos e Zsófia Reisinger          |
| Rostock 2015   | Russia Ekaterina Petukhova e Julija Timošinina         | Gran Bretagna Georgia Ward e Robyn Birch          | Ungheria Villő Kormos e Zsófia Reisinger          |
| Londra 2016    | Germania Maria Kurjo e My Phan                         | Ucraina Hanna Krasnoshlyk e Vlada Tacenko         | Ungheria Villő Kormos e Zsófia Reisinger          |
| Kyiv 2017      | Gran Bretagna Ruby Bower e Phoebe Banks                | Russia Julija Timošinina e Valeriia Belova        | Ucraina Valeriia Liulko e Sofiia Lyksun           |
| Glasgow 2018   | Gran Bretagna Eden Cheng e Lois Toulson                | Russia Julija Timošinina e Ekaterina Beliaeva     | Germania Maria Kurjo e Elena Wassen               |
| Kyiv 2019      | Italia Noemi Batki e Chiara Pellacani                  | Gran Bretagna Emily Martin e Phoebe Banks         | Russia Ekaterina Beljaeva e Iuliia Timoshinina    |
| Budapest 2020  | Russia Ekaterina Beljaeva e Julija Timošinina          | Gran Bretagna Eden Cheng e Lois Toulson           | Ucraina Ksenija Bajlo e Sofija Lyskun             |
| Roma 2022      | Gran Bretagna Andrea Spendolini-Sirieix e Lois Toulson | Ucraina Ksenija Bajlo e Sofija Lyskun             | Germania Christina Wassen e Elena Wassen          |

- Atleta più premiata: Nora Subschinski ( Germania)
- Nazione più medagliata:  Germania (8 , 4  e 4 )

## Medaglie miste

### Trampolino 3 metri misto
| Edizione      | Oro                                                | Argento                                       | Bronzo                                          |
| ------------- | -------------------------------------------------- | --------------------------------------------- | ----------------------------------------------- |
| Londra 2016   | Gran Bretagna Grace Reid e Thomas Daley            | Italia Tania Cagnotto e Maicol Verzotto       | Russia Nadežda Bažina e Nikita Šlejcher         |
| Kyiv 2017     | Italia Elena Bertocchi e Maicol Verzotto           | Ucraina Viktorija Kesar e Stanislav Oliferčyk | Germania Tina Punzel e Lou Massenberg           |
| Glasgow 2018  | Germania Tina Punzel e Lou Massenberg              | Gran Bretagna Grace Reid e Ross Haslam        | Ucraina Viktorija Kesar e Stanislav Oliferčyk   |
| Kyiv 2019     | Ucraina Viktorija Kesar e Stanislav Oliferčyk      | Germania Tina Punzel e Lou Massenberg         | Svizzera Michelle Heimberg e Jonathan Suckow    |
| Budapest 2020 | Italia Chiara Pellacani e Matteo Santoro           | Germania Tina Punzel e Lou Massenberg         | Russia Vitalija Korolëva e Ilia Molchanov       |
| Roma 2022     | Germania Tina Punzel e Lou Massenberg              | Gran Bretagna Grace Reid e James Heatly       | Italia Chiara Pellacani e Matteo Santoro        |
| Rzeszów 2023  | Italia Chiara Pellacani e Matteo Santoro           | Gran Bretagna Grace Reid e James Heatly       | Svezia Emilia Nilsson Garip e Elias Petersen    |
| Belgrado 2024 | Gran Bretagna Desharne Bent-Ashmeil e Ben Cutmore  | Svezia Emilia Nilsson Garip e Elias Petersen  | Germania Jana Lisa Rother e Lou Massenberg      |
| Antalya 2025  | Germania Luis Carlo Ávila Sánchez e Lena Hentschel | Italia Chiara Pellacani e Matteo Santoro      | Regno Unito Ben Cutmore e Desharne Bent-Ashmeil |

- Atleti più premiati: Tina Punzel e Lou Massenberg ( Germania)
- Nazioni più medagliate:  Germania (3 , 2  e 2 )

### Piattaforma 10 metri misto
| Edizione      | Oro                                         | Argento                                                 | Bronzo                                                |
| ------------- | ------------------------------------------- | ------------------------------------------------------- | ----------------------------------------------------- |
| Londra 2016   | Ucraina Julija Prokopčuk e Oleksandr Bondar | Gran Bretagna Georgia Ward e Matthew Lee                | Russia Julija Timošinina e Nikita Šlejcher            |
| Kyiv 2017     | Gran Bretagna Lois Toulson e Matthew Lee    | Russia Julija Timošinina e Viktor Minibaev              | Italia Noemi Batki e Maicol Verzotto                  |
| Londra 2018   | Russia Julija Timošinina e Nikita Šlejcher  | Gran Bretagna Lois Toulson e Matthew Lee                | Germania Christina Wassen e Florian Fandler           |
| Kyiv 2019     | Russia Ekaterina Beljaeva e Viktor Minibaev | Gran Bretagna Eden Cheng e Noah Williams                | Germania Christina Wassen e Florian Fandler           |
| Budapest 2020 | Ucraina Kseniia Bailo e Oleksii Sereda      | Gran Bretagna Andrea Spendolini-Sirieix e Noah Williams | Russia Ekaterina Beljaeva e Viktor Minibaev           |
| Roma 2022     | Gran Bretagna Kyle Kothari e Lois Toulson   | Ucraina Sofiia Lyskun e Oleksii Sereda                  | Italia Eduard Timbretti Gugiu e Sarah Jodoin Di Maria |
| Rzeszów 2023  | Ucraina Ksenija Bajlo e Kirill Boliuch      | [ Germania Elena Wassen e Alexander Lube                | Italia Sarah Jodoin Di Maria e Eduard Timbretti Gugiu |
| Belgrado 2024 | Spagna Valeria Antolinol e Carlos Camacho   | Germania Carolina Coordes e Tom Waldsteiner             | Ucraina Ksenija Bajlo e Marko Barsukov                |
| Antalya 2025  | Ucraina Ksenija Bajlo e Kirill Boliuch      | Italia Sarah Jodoin Di Maria e Riccardo Giovannini      | Germania Pauline Pfeif e Luis Carlo Ávila Sánchez     |

- Atleta più premiato: Ksenija Bajlo ( Ucraina)
- Nazione più medagliata:  Ucraina (4 , 1 ) e 1 )

### Team event
| Edizione       | Oro                                                                                            | Argento                                                                                     | Bronzo                                                                           |
| -------------- | ---------------------------------------------------------------------------------------------- | ------------------------------------------------------------------------------------------- | -------------------------------------------------------------------------------- |
| Eindhoven 2012 | Francia Audrey Labeau e Matthieu Rosset                                                        | Ucraina Olena Fedorova e Oleksandr Bondar                                                   | Russia Nadežda Bažina e Artem Chesakov                                           |
| Rostock 2013   | Ucraina Oleksandr Bondar e Julija Prokopčuk                                                    | Germania Sascha Klein e Tina Punzel                                                         | Russia Evgenij Kuznecov e Julija Koltunova                                       |
| Berlino 2014   | Russia Viktor Minibaev e Nadežda Bažina                                                        | Ucraina Oleksandr Bondar e Julija Prokopčuk                                                 | Germania Sascha Klein e Tina Punzel                                              |
| Rostock 2015   | Russia Viktor Minibaev e Nadežda Bažina                                                        | Germania Patrick Hausding e Maria Kurjo                                                     | Ucraina Illja Kvasa e Julija Prokopčuk                                           |
| Londra 2016    | Russia Viktor Minibaev e Nadežda Bažina                                                        | Ucraina Oleksandr Horškovozov e Julija Prokopčuk                                            | Gran Bretagna Georgia Ward e Matty Lee                                           |
| Kyiv 2017      | Francia Laura Marino e Matthieu Rosset                                                         | Ucraina Viktoriya Kesar e Oleksandr Horškovozov                                             | Russia Viktor Minibaev e Nadežda Bažina                                          |
| Glasgow 2018   | Ucraina Sofiia Lyskun e Oleh Kolodij                                                           | Germania Maria Kurjo e Lou Massenberg                                                       | Russia Julija Timošinina e Evgenij Kuznecov                                      |
| Kyiv 2019      | Germania Tina Punzel, Christina Wassen, Patrick Hausding, Lou Massenberg                       | Russia Ekaterina Beljaeva, Vitalija Korolëva, Viktor Minibaev, Il'ja Molčanov               | Gran Bretagna Eden Cheng, Katherine Torrance, Anthony Harding, Noah Williams     |
| Budapest 2020  | Russia Kristina Ilinykh, Evgenij Kuznecov, Ekaterina Beliaeva, Viktor Minibaev                 | Italia Chiara Pellacani, Andreas Sargent Larsen, Sarah Jodoin Di Maria, Riccardo Giovannini | Germania Tina Punzel, Patrick Hausding, Christina Wassen, Lou Massenberg         |
| Roma 2022      | Italia Chiara Pellacani, Andreas Sargent Larsen, Sarah Jodoin Di Maria, Eduard Timbretti Gugiu | Ucraina Kseniia Bailo, Kirill Boliukh, Viktoriya Kesar, Danylo Konovalov                    | Gran Bretagna James Heatly, Noah Williams, Andrea Spendolini-Sirieix, Grace Reid |

- Atleta più premiato: Viktor Minibaev ( Russia)
- Nazione più medagliata:  Russia (4 , 1  e 4 )

Nota

In corsivo le edizioni dei Campionati europei di tuffi.

## Atleti plurimedagliati
Aggiornato a Antalya 2025. Sono indicati in grassetto i tuffatori in attività.
- per medaglie d'oro

| Pos. | Atleta                              | Oro | Argento | Bronzo | Totale |
| ---- | ----------------------------------- | --- | ------- | ------ | ------ |
| 1    | Tania Cagnotto ( Italia)            | 20  | 5       | 4      | 29     |
| 2    | Patrick Hausding ( Germania)        | 17  | 15      | 5      | 37     |
| 3    | Dmitrij Sautin ( URSS/ Russia)      | 12  | 4       | 2      | 18     |
| 4    | Sascha Klein ( Germania)            | 11  | 3       | 2      | 16     |
| 5    | Il'ja Zacharov ( Russia)            | 9   | 8       | 3      | 20     |
| 6    | Illja Kvaša ( Ucraina)              | 9   | 6       | 6      | 21     |
| 7    | Vera Il'ina ( URSS/ Russia)         | 8   | 6       | 1      | 15     |
| 8    | Julija Pachalina ( URSS/ Russia)    | 8   | 3       | 1      | 12     |
| 9    | Francesca Dallapé ( Italia)         | 8   | 0       | 0      | 8      |
| 10   | Viktor Minibaev ( Russia)           | 7   | 11      | 5      | 23     |
| 11   | Nadežda Bažina ( Russia)            | 7   | 7       | 9      | 23     |
| 12   | Julija Prokopčuk ( Ucraina)         | 7   | 6       | 4      | 17     |
| 13   | Chiara Pellacani ( Italia)          | 6   | 5       | 4      | 15     |
| 14   | Aleksandr Bondar ( Ucraina/ Russia) | 6   | 4       | 4      | 14     |
| 15   | Anna Lindberg ( Svezia)             | 6   | 1       | 3      | 10     |

- per medaglie totali

| Pos. | Atleta                              | Totale | Oro | Argento | Bronzo |
| ---- | ----------------------------------- | ------ | --- | ------- | ------ |
| 1    | Patrick Hausding ( Germania)        | 37     | 17  | 15      | 5      |
| 2    | Tania Cagnotto ( Italia)            | 29     | 20  | 5       | 4      |
| 3    | Viktor Minibaev ( Russia)           | 23     | 7   | 11      | 5      |
| 4    | Nadežda Bažina ( Russia)            | 23     | 7   | 7       | 9      |
| 5    | Illja Kvaša ( Ucraina)              | 21     | 9   | 6       | 6      |
| 6    | Il'ja Zacharov ( Russia)            | 20     | 9   | 8       | 3      |
| 7    | Dmitrij Sautin ( URSS/ Russia)      | 18     | 12  | 4       | 2      |
| 8    | Julija Prokopčuk ( Ucraina)         | 17     | 7   | 6       | 4      |
| 9    | Sascha Klein ( Germania)            | 16     | 11  | 3       | 2      |
| 10   | Vera Il'ina ( URSS/ Russia)         | 15     | 8   | 6       | 1      |
| 11   | Chiara Pellacani ( Italia)          | 15     | 6   | 5       | 4      |
| 12   | Aleksandr Bondar ( Ucraina/ Russia) | 14     | 6   | 4       | 4      |
| 13   | Julija Pachalina ( URSS/ Russia)    | 12     | 8   | 3       | 1      |
| 14   | Olena Fedorova ( Ucraina)           | 11     | 0   | 4       | 7      |
| 15   | Anna Lindberg ( Svezia)             | 10     | 6   | 1       | 3      |